# Distrikt Jamestown (St. Helena)
Der Distrikt Jamestown ist einer der acht Distrikte auf St. Helena. Er umfasst die Hauptstadt Jamestown sowie das Rupert’s Valley. Der Distrikt, im Norden der Insel gelegen, hat 629 Einwohner (Stand 2016) auf einer Fläche von 3,88 Quadratkilometern.

## Galerie

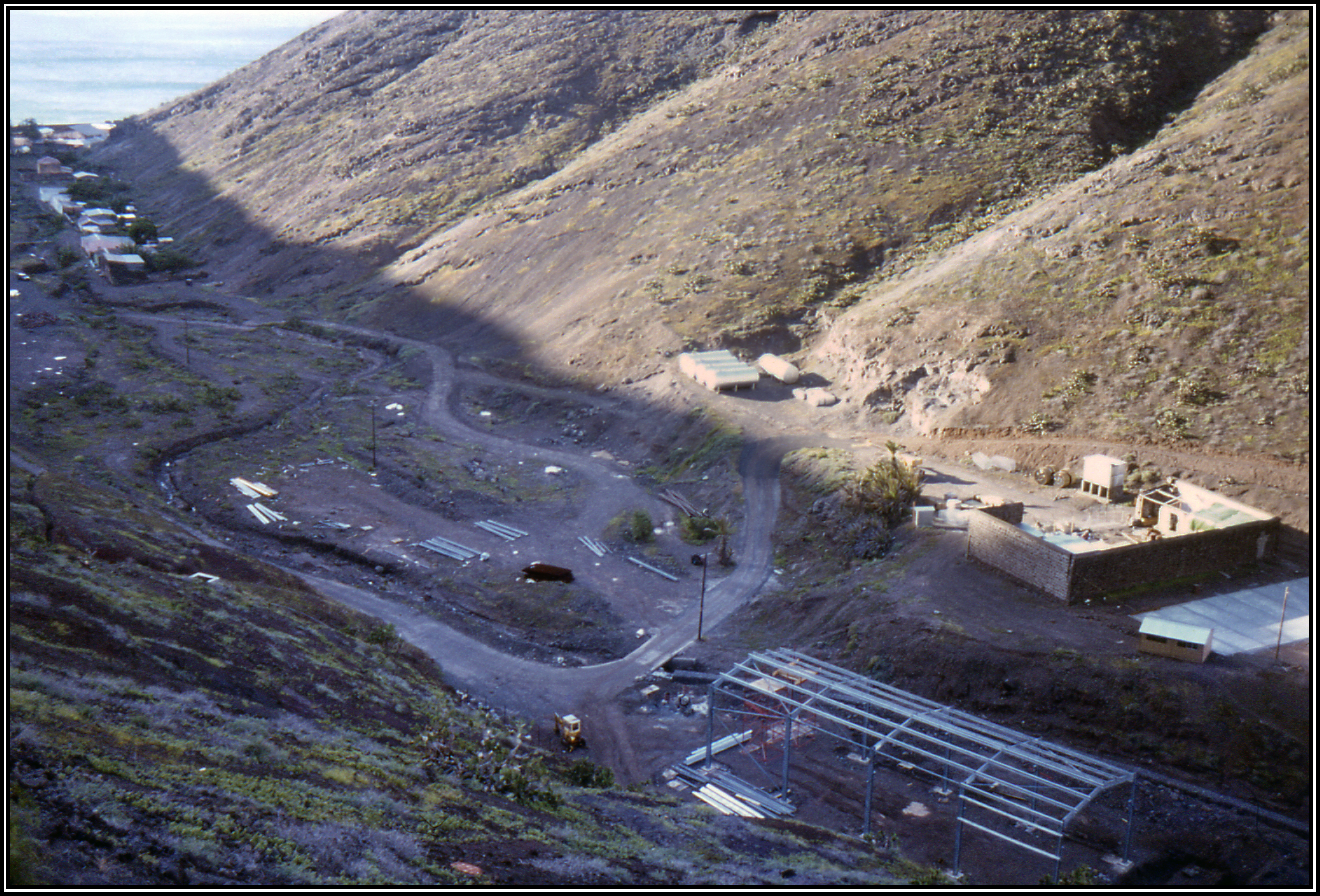
Rupert’s Valley
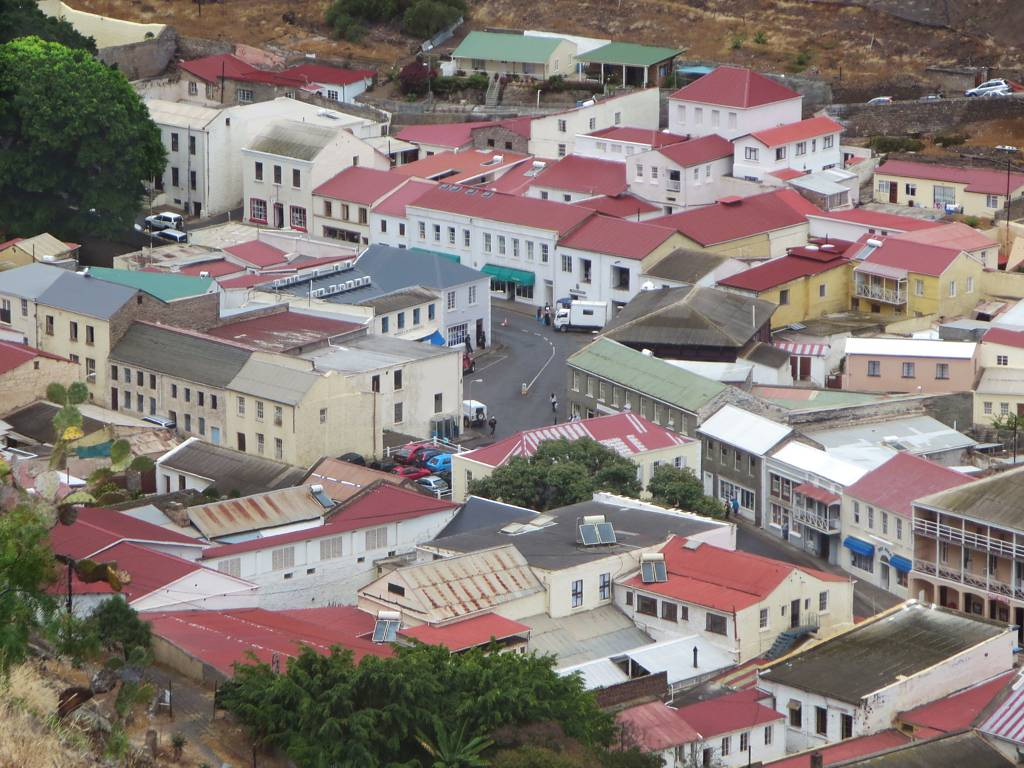
Jamestown